# Саблетт, Милтон
Милтон Грин Саблетт (англ. Milton Green Sublette; 1801 — 1837) — американский первопроходец, маунтинмен, охотник и торговец.

## Биография
Милтон Саблет родился в городе Сомерсет, штат Кентукки, приблизительно в 1801 году. Его родители были потомками французских гугенотов. Осенью 1817 года его семья переехала из Виргинии в Сент-Чарльз, небольшой город в Миссури.
Позже, когда умерли родители Саблетта, он как и его старший брат Уильям, становится мехоторговцем на Диком Западе. В 1826 году он участвовал в стычке с апачами на Юго-западе и был ранен в ногу. Напарник Саблетта, Томас Смит, смог перевязать ему рану и помочь перебраться в безопасное место. Рана оказалась серьёзной и беспокоила его многие годы спустя.
Весной 1828 года Саблетт сопровождал группу полковника Мередита Мармадюка из Сент-Луиса в Санта-Фе. Вблизи от реки Арканзас белые люди были атакованы команчами и в том, что им удалось остаться невредимыми, была большая заслуга Саблетта, имевшего опыт в столкновениях с индейцами. На рандеву в 1830 году он, вместе с другими маунтинменами выкупил у Уильям Генри Эшли Меховую компанию Скалистых гор. На следующий год в долине Большого Солёного озера он принял участие в конфликте с группой ирокезских трапперов. Дочь вождя пожаловалась своему отцу на одного из белых и произошла стычка. Вождь тяжело ранил ножом Саблетта, который в течение 40 дней прибывал в критическом состоянии. При нём постоянно находился Джо Мик, его товарищ, который всё это время не отходил от его постели. Саблетт постепенно поправился и они продолжили свой путь к Пьерс-Хоул. Вскоре он женился на девушке из племени шошонов.
В 1835 году ему ампутировали ногу. Милтон Саблет скончался в 1837 году в Форт-Уильяме, ныне Форт-Ларами, Вайоминг.